# Fântâna cu copii din București
Fântâna cu copii este una dintre cele mai importante lucrări ale sculptorului român Ioan Iordănescu (1881 - 1950), absolvent al Școlii de Belle Arte din București. 
Blocurile de marmură reprezintă trei copii: primul se cațără din piatră în piatră și a ajuns cu mâna la un cuib de păsări, al doilea privește îngrozit în jos și nu mai are curaj să se urce spre cuib, al treilea, o fetiță, ține în mâini un pește din a cărui gură ieșea apă..
Sculptura este înscrisă în Lista monumentelor istorice 2010 - Municipiul București - la nr. crt. 2325, cod LMI B-III-m-B-20009.
Monumentul, amplasat într-un mic scuar, se află la intersecția străzii Dionisie Lupu cu străzile Jules Michelet și Pitar Moș din sectorul 1 al capitalei.